# Koto Tuo (Payakumbuh Selatan)
Koto Tuo is een bestuurslaag in het regentschap Payakumbuh van de provincie West-Sumatra, Indonesië. Koto Tuo telt 463 inwoners (volkstelling 2010).